# Wiktor Zybulenko

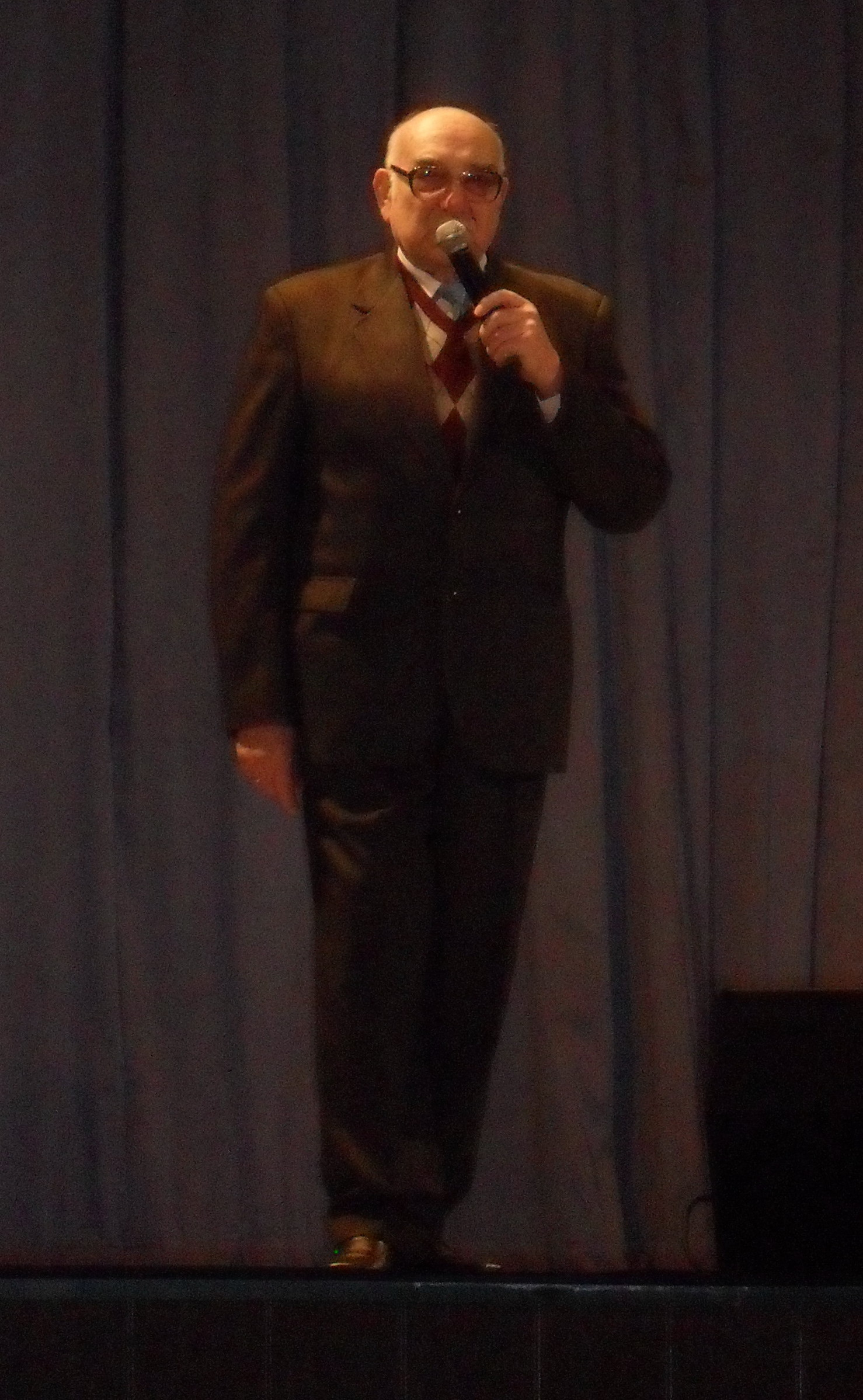
Wiktor Zybulenko 2012

Wiktor Sergejewitsch Zybulenko (ukrainisch Віктор Сергійович Цибуленко, russisch Виктор Сергеевич Цыбуленко, engl. Transkription Viktor Tsybulenko; * 13. Juli 1930 in Weprik; † 19. Oktober 2013 in Kiew) war ein ukrainischer Leichtathlet der für die Sowjetunion startete und in den 1950er und frühen 1960er Jahren als Speerwerfer erfolgreich war. Der fünffache sowjetische Meister gewann in seiner Spezialdisziplin eine Bronze-, eine Silber- und eine Goldmedaille, letztere bei den Olympischen Spielen 1960 in Rom.

## Karriere
Wiktor Zybulenko wollte Lokomotivführer werden, wurde an der Berufsschule in Kiew jedoch nur für die Ausbildung zum Instandsetzungsmechaniker zugelassen, nachdem bei einer ärztlichen Untersuchung ein Herzfehler festgestellt worden war. Dem Sportverbot widersetzte er sich und trainierte unter Wladimir Koslowski Diskuswurf und Kugelstoßen, bevor er schließlich zum Speerwurf kam. Sein neuer Trainer wurde Sossima Siniski (Зосима Синиский), der ihn 1952 zum Gewinn der ersten Landesmeisterschaft führte.
Bei seinen ersten internationalen Auftritten, den Olympischen Spielen 1952 in Helsinki und den Europameisterschaften 1954 in Bern, musste er sich jeweils mit dem vierten Platz begnügen, wobei er in Bern ganze zwölf Zentimeter hinter dem Finnen Toivo Hyytiäinen, dem Gewinner der Bronzemedaille, lag. Zwei Jahre später, bei den Olympischen Spielen 1956 in Melbourne, gelang ihm dann der Sprung aufs Treppchen: Seine beste Weite von 79,50 m wurde mit der Bronzemedaille belohnt. Es sollte jedoch noch besser kommen. In Rom, bei seinen dritten Olympischen Spielen, schleuderte der den Speer gleich im ersten Versuch auf die hervorragende Weite von 84,64 m, die den Gewinn der Goldmedaille mit mehr als fünf Metern Vorsprung vor dem Zweitplatzierten bedeutete. Zum Abschluss seiner Karriere gewann er schließlich noch eine Silbermedaille: Bei den Europameisterschaften 1962 in Belgrad musste er sich lediglich dem Letten Jānis Lūsis geschlagen geben. 

### Medaillen
- GOLD mit 84,64 m vor Walter Krüger (Silber mit 79,36 m) und Gergely Kulcsár (Bronze mit 77,66 m) bei den Olympischen Spielen 1960 in Rom.
- SILBER mit 77,92 m hinter Jānis Lūsis (Gold mit 82,04 m) und vor dem Polen Władysław Nikiciuk (Bronze mit 77,66 m) bei den Europameisterschaften 1962 in Belgrad.
- BRONZE mit 79,50 m hinter dem Norweger Egil Danielsen (Gold mit 85,71 m) und dem Polen Janusz Sidło (Silber mit 79,98 m) bei den Olympischen Spielen 1956 in Melbourne.

### Leistungsentwicklung
| Jahr      | 1950  | 1952  | 1953  | 1954  | 1955  | 1956  | 1957  | 1958  | 1960  | 1962  |
| Weite (m) | 73,37 | 71,72 | 74,93 | 73,98 | 75,85 | 79,89 | 83,34 | 77,78 | 84,64 | 78,92 |